# Estación Felipe Yofre
Felipe Yofre es una estación de ferrocarril ubicada en la localidad homónima del departamento Mercedes en la provincia de Corrientes, República Argentina.

## Servicios
Se encuentra precedida por el Desvío Km 296 y le sigue la Estación Caa Guazú.